# Tudhoe Grange
Tudhoe Grange – wieś w Anglii, w hrabstwie Durham. Leży 9 km na południe od miasta Durham i 368 km na północ od Londynu.